# Kącik (powiat bełchatowski)
Kącik – wieś w Polsce położona w województwie łódzkim, w powiecie bełchatowskim, w gminie Drużbice.
W XVIII w. wieś stanowiła własność Potockich.
W latach 1954–1958 wieś należała i była siedzibą władz gromady Kącik, następnie należała do Gręboszew, a od 1962 r. do gromady Drużbice. W latach 1975–1998 miejscowość administracyjnie należała do województwa piotrkowskiego.
Przez miejscowość przebiega droga wojewódzka nr 485.